# Georges Lavaudant
Georges Lavaudant est un auteur dramatique, acteur et metteur en scène de théâtre français né à Grenoble le 18 février 1947.
Au milieu des années 1960, il participe à la création de la troupe de théâtre du lycée Emmanuel-Mounier à Grenoble.
En 1968, il rejoint la troupe du Théâtre Partisan, puis codirige le Centre dramatique national des Alpes à partir de 1976, et la Maison de la Culture de Grenoble en 1981.
En 1986, il succède à Patrice Chéreau au Théâtre national populaire à Villeurbanne aux côtés de Roger Planchon jusqu’en 1996. Il est ensuite nommé directeur du Théâtre de l'Odéon-Théâtre de l’Europe en mars 1996 où il succède à Giorgio Strehler et Lluís Pasqual (es). Son mandat est renouvelé à deux reprises, mais en décembre 2006, le ministre de la culture, Renaud Donnedieu de Vabres, crée la surprise en nommant Olivier Py pour lui succéder à compter de mars 2007.
Il a été lauréat de la Villa Kujoyama à Kyoto en 2014-2015.

## Metteur en scène

### Grenoble
- 1969 : Les Larmes de l'aveugle de René de Obaldia - avec Philippe Marichy.
- 1971: Joe Pop et Marcus avec Ariel Garcia-Valdes
- 1973 : Les Tueurs
- 1973 : Lorenzaccio d'Alfred de Musset
- 1975 : Le Roi Lear de William Shakespeare
- 1976 : L'Éducation sentimentale d'après Gustave Flaubert
- 1976 : Louve basse de Denis Roche, Festival d'Avignon
- 1976 : Palazzo Mentale de Pierre Bourgeade, Maison de la Culture de Grenoble
- 1978 : Maître Puntila et son valet Matti de Bertolt Brecht, Maison de la Culture de Grenoble, Théâtre Mogador, Nouveau théâtre de Nice
- 1979 : Les Cannibales de Georges Lavaudant
- 1979 : La Rose et la Hache d'après William Shakespeare
- 1980 : Les Voyageurs de Pierre Peju, Maison de la Culture de Grenoble
- 1981 : Les Géants de la montagne de Luigi Pirandello, Centre culturel de Bonlieu Annecy
- 1983 : La Neige ou le Bleu de Henri-Alexis Baatsch, Maison de la Culture de Grenoble
- 1983 : Les Céphéides de Jean-Christophe Bailly, Maison de la Culture de Grenoble, Théâtre national de Strasbourg, Festival d'Avignon, Théâtre de la Ville
- 1984 : Richard III de Shakespeare, Festival d'Avignon

### TNP Villeurbanne
- 1987 : Baal de Bertolt Brecht, Théâtre de la Ville, TNP
- 1987 : Dans la jungle des villes de Bertolt Brecht, Théâtre de la Ville, TNP
- 1987 : Le Régent de Jean-Christophe Bailly
- 1987 : Baal de Bertolt Brecht, Théâtre de la Ville
- 1987 : Dans la jungle des villes de Bertolt Brecht, Théâtre de la Ville
- 1988 : Veracruz de Georges Lavaudant, TNP Villeurbanne
- 1989 : Féroé la nuit de Michel Deutsch, Théâtre de la Ville
- 1990 : Platonov d'Anton Tchekhov, Théâtre de la Ville, Théâtre de Nice
- 1991 : Les Iris (programme : Imprécations, Pendant la répétition, Pour en finir avec le jugement de Dieu (fragment), Les Iris) d'Antonin Artaud, Festival d'Avignon
- 1992 : Pandora de Jean-Christophe Bailly, MC93 Bobigny
- 1992 : Terra Incognita de Georges Lavaudant, Festival d'Avignon, Théâtre de Nice, Odéon-Théâtre de l'Europe
- 1992 : Pawana de Jean-Marie Le Clézio, Festival d'Avignon
- 1993 : Un chapeau de paille d'Italie d'Eugène Labiche, Théâtre des Treize Vents, Théâtre de la Ville
- 1995 : Lumières (I) près des ruines spectacle conçu par Jean-Christophe Bailly, Michel Deutsch, Jean-François Duroure, Georges Lavaudant, créé au Théâtre national de Bretagne, MC93 Bobigny
- 1995 : Lumières (II) Sous les arbres spectacle conçu par Jean-Christophe Bailly, Michel Deutsch, Jean-François Duroure, Georges Lavaudant, MC93 Bobigny
- 1995 : Six fois deux de Georges Lavaudant, mise en scène Georges Lavaudant, TNP Villeurbanne, CNSAD, TNB Rennes
- 1996 : La Cour des comédiens d'Antoine Vitez, Festival d'Avignon

### Comédie-Française
- 1985 : Le Balcon de Jean Genet
- 1989 : Lorenzaccio d'Alfred de Musset
- 1994 : Hamlet de William Shakespeare, TNP Villeurbanne

### Odéon-Théâtre de l'Europe
- 1996 : Le Roi Lear de William Shakespeare, TNP Villeurbanne, Théâtre national de Strasbourg
- 1996 : La Cour des comédiens d'Antoine Vitez, Festival d'Avignon
- 1996 : Bienvenue & Cabaret de Georges Lavaudant
- 1997 : Reflets de Jean-Christophe Bailly, Michel Deutsch, Jean-François Duroure, Georges Lavaudant
- 1997 : Ulysse/Matériaux de Georges Lavaudant
- 1997 : Un chapeau de paille d'Italie d'Eugène Labiche
- 1997 : La Dernière Nuit de Georges Lavaudant, Petit Odéon
- 1997 : Pawana de Jean-Marie Le Clézio
- 1997 : Ajax-Philoctète de Sophocle, Petit Odéon
- 1997 : Histoires de France de Michel Deutsch et Georges Lavaudant, Théâtre de l'Athénée-Louis-Jouvet Odéon-Théâtre de l'Europe, Opéra Comédie
- 1999 : La Noce chez les petits bourgeois et Tambours dans la nuit de Bertolt Brecht
- 1999 : L'Orestie d'Eschyle
- 2000 : Fanfares de Georges Lavaudant
- 2001 : Un fil à la patte de Georges Feydeau
- 2002 : La Mort de Danton de Georg Büchner
- 2003 : El Pelele de Jean-Christophe Bailly
- 2003 : Les Bas-fonds du rêve de Juan Carlos Onetti, lecture au Festival d'Avignon
- 2004 : La Cerisaie d'Anton Tchekhov
- 2004 : La Rose et la hache d'après Carmelo Bene et William Shakespeare
- 2005 : Songe, Tempête fragments d'après William Shakespeare, Conservatoire national supérieur d'art dramatique
- 2006 : Hamlet [un songe] d'après William Shakespeare
- 2006 : Cassandre de Christa Wolf, compositeur Michael Jarrell, avec l'Ensemble intercontemporain direction musicale Susanna Mälkki, et l'Ircam
- 2007 : Les Cenci d'après Antonin Artaud, compositeur Giorgio Battistelli, avec l'orchestre de Toscane, direction musicale Luca Pfaff

### Théâtres divers, depuis 2007
- 2007 : La  Mort d'Hercule d'après les tragédies Les Trachiniennes de Sophocle et Héraklès furieux d’Euripide, MC2, MC93 Bobigny dans le cadre du festival "Standard Idéal"
- 2009 : 20e/PREMIERES, spectacle de la 20e promotion de l'École nationale supérieure des arts du cirque, La Villette
- 2009 : Allegro ricordando de Ami Flammer, MC93 Bobigny
- 2009 : La Nuit de l'iguane de Tennessee Williams, MC93 Bobigny, MC2
- 2009 : Roberto Zucco de Bernard-Marie Koltès, lecture mise en espace, Théâtre de la Ville
- 2010 : La Tempête... de William Shakespeare, Nuits de Fourvière, MC93 Bobigny
- 2011 : Macbeth Horror Suite de Carmelo Bene, mise en voix, Théâtre des Bouffes du Nord
- 2011 : État civil, d'après António Lobo Antunes, Avec les jeunes élèves de l’École Supérieure de Théâtre de Montpellier, MC93 Bobigny
- 2011 : Fado Alexandrino de António Lobo Antunes, mise en scène avec Nicolas Bigards, MC93 Bobigny
- 2012 : La mort de Danton de Georg Büchner, MC93 Bobigny
- 2013 : Cyrano de Bergerac de Edmond Rostand, Nuits de Fourvière
- 2017 : Hôtel Feydeau, d'après Georges Feydeau
- 2019 : L'Orestie d'Eschyle, Nuits de Fourvière
- 2021 : Le Roi Lear de William Shakespeare, Théâtre de la Porte Saint-Martin
- 2023 : Rapport pour une académie de Franz Kafka
- 2025 : Le Misanthrope de Molière, Théâtre de l'Athénée Louis-Jouvet

### Opéra
- 1995 : Prova d'orchestra compositeur Giorgio Battistelli d'après le film de Federico Fellini
- 2000 : Impressions d'Afrique, Livret Georges Lavaudant et Daniel Loayza, compositeur Giorgio Battistelli, création en mai 2000 au Théâtre Goldoni Florence, Opéra national du Rhin
- Roméo et Juliette de Charles Gounod, Opéra de Paris
- L'Enlèvement au sérail de Mozart, Opéra de Lyon
- Malcolm de Gérard Maimone
- Rodrigue et Chimène de Claude Debussy
- 2006 : Tristan et Isolde de Richard Wagner, Corum Opéra Berlioz de Montpellier, octobre 2006
- 2008 : Scènes de chasse d'après Penthésilée de Heinrich von Kleist, musique René Koering, Opéra Berlioz
- 2010 : Andromaque de André-Ernest-Modeste Grétry, livret Louis-Guillaume Pitra, Opéra national de Montpellier Languedoc-Roussillon
- 2012 : La Cerisaie de Philippe Fénelon, livret Alexei Parine d'après Tchekhov, Palais Garnier
- 2012 : Eine florentinische Tragödie (Une tragédie florentine) d'Alexander von Zemlinsky, Opéra de Lyon

### À l'étranger
- Le Balcon Mexico,
- L’Amant bleu Mexico, IFAL, 1995
- Pawana Mexico ;
- 1990 : Phèdre de Racine, avec Jean-Christophe Bailly, en hindi à Bhopal
- 1993 : Isidore Ducasse/Fragments d'après Les Chants de Maldoror de Lautréamont, Montevideo
- Woyzeck Hanoï
- 1997 : Otsviety (Reflets), Théâtre Maly de Saint-Pétersbourg
- 1999 : Els gegants de la muntanya (Les géants de la montagne) de Luigi Pirandello en catalan, Théâtre national de Catalogne, Barcelone
- 2000 : Impressions d'Afrique compositeur Giorgio Battistelli, création en mai 2000, Théâtre Goldoni Florence
- 2002 : Coriolà (Coriolan) de William Shakespeare en catalan, Théâtre national de Catalogne, Barcelone
- 2003 : Començaments sense fi d'après Franz Kafka en catalan, Théâtre national de Catalogne, Barcelone
- 2006 : Play Strindberg de Friedrich Dürrenmatt en espagnol, Madrid et Barcelone (2007)
- 2008 : Hay que purgar a Totó (On purge bébé) d'après Georges Feydeau en espagnol, Madrid
- 2011 : El misantrop (Le misanthrope) de Molière en catalan, Théâtre national de Catalogne, Barcelone

## Auteur
- Veracruz, roman, 1989, Christian Bourgois Éditeur
- Les Iris, roman, 1992, Christian Bourgois Éditeur
- Terra Incognita, roman, 1992, Christian Bourgois Éditeur
- Ulysse/Matériaux
- Théâtre et histoire contemporains III, avec Jean-Christophe Bailly, 2004, Actes Sud-Papiers, collection Apprendre
- Archipel Lavaudant, livre conçu et réalisé par Yan Ciret, avec Georges Lavaudant, Jean-Christophe Bailly, Alvaro Mutis, Raul Ruiz, J.M.G. Le Clézio, Denis Roche, Pascal Dusapin, Michel Deutsch, Jean-Luc Nancy, Jean-Claude Gallotta. Collection Odéon Théâtre de l'Europe, Christian Bourgois éditeur, 1997.

## Cinéma
- 1985 : Spécial police de Michel Vianey
- 1993 : La Naissance de l'amour de Philippe Garrel

## Décorations
- Commandeur de l'ordre des Arts et des Lettres : il est promu au grade de commandeur le 10 février 2016[1].